# Битва при Фолкерке (1298)
Битва при Фолкерке (англ. Battle of Falkirk, гэльск. Blàr na h-Eaglaise Brice) — крупное сражение между войсками шотландцев под предводительством Уильяма Уоллеса и англичанами, состоявшееся 22 июля 1298 года около шотландского города Фолкерка во время Первой войны за независимость Шотландии. Английскому королю Эдуарду I удалось нанести поражение шотландской армии, однако окончательно сломить сопротивление в Шотландии ему не удалось.

## Прелюдия
Король Эдуард I проводил кампанию против французов во Фландрии, когда узнал о поражении своей северной армии в Битве на Стерлингском мосту. После заключения перемирия с Филиппом IV Эдуард в марте 1298 года вернулся в Англию и стал немедленно собирать армию для второго вторжения в Шотландию. Одним из первых шагов был перенос правительства в Йорк, где оно должно было оставаться последующие шесть лет. На апрельском военном совете, куда были приглашены все шотландские вельможи, в деталях были обсуждены все подробности предстоящей кампании. Вопреки ожиданиям короля не явился ни один из шотландских аристократов, которые тут же были объявлены предателями. Эдуард приказал войскам собираться 25 июня в Роксбурге. Английские войска насчитывали 12 тысяч пехотинцев, включая валлийских стрелков из длинного лука, и 2 тысячи всадников. В начале июля войска двинулись на север. Уильям Уоллес не сидел сложа руки: используя тактику выжженной земли, он лишил наступавших англичан продовольствия, уводя их вглубь малонаселённых и враждебных земель. Когда армия добралась до центра Шотландии, солдаты были на грани физического истощения. Английская армия стала лагерем поблизости от Эдинбурга, и там валлийцы, чей боевой дух был крайне низок, учинили пьяный бунт, подавленный конницей. 80 валлийцев было убито. Эдуард был близок к позорному отступлению. Непосредственно перед тем, когда он уже был готов отдать приказ об отступлении, до него дошли сведения, что Уоллес расположился с армией близ Фолкерка в 30 милях от английского лагеря, готовый в любой момент напасть на отступающих англичан.

## Битва

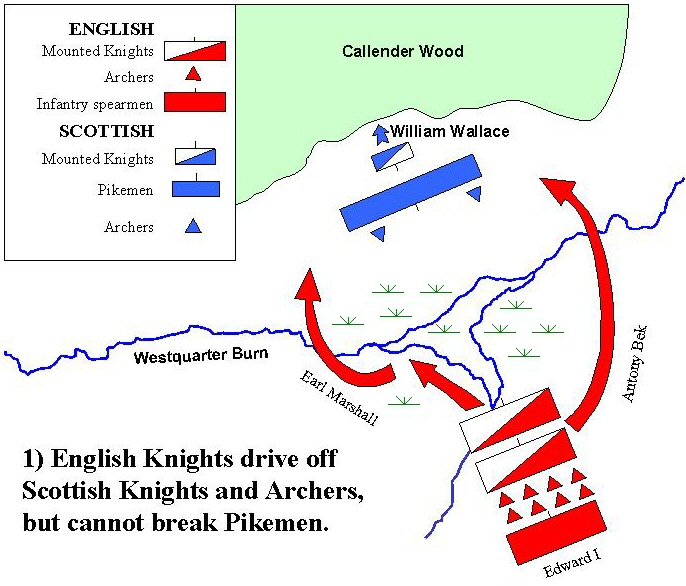
Начальный этап битвы.
Английские рыцари прорываются через шотландских рыцарей и лучников, но останавливаются пикинёрами.

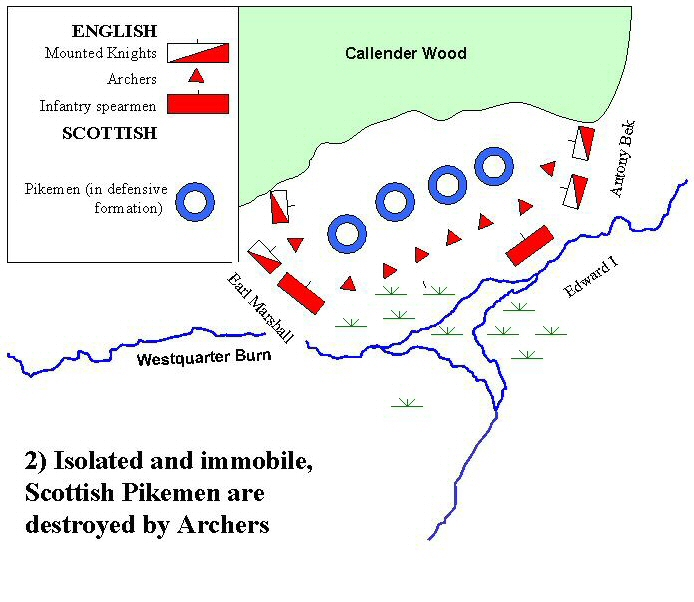
Заключительный этап битвы.
Изолированные и неподвижные шотландские пикинёры расстреливаются английскими лучниками.

Армия шотландцев, состоящая в основном из пехоты, вооружённой копьями, как и в битве на Стерлингском мосту, выстроилась в четыре крупных отряда, известных как «schiltrons (Шилтрон)». Что в точности из себя представляли эти schiltrons — неизвестно; вероятно, это было построение пехоты, вооружённой длинными копьями и укреплённое вбитыми кольями. Промежутки были заполнены стрелками, вооружёнными тяжелыми луками. Ощетинившиеся копьями шилтроны были непроницаемы для кавалерии противника. В арьергарде располагался отряд тяжеловооружённых всадников из числа шотландской знати, в частности, клана Комина.
Во вторник 22 июля английская конница, двигавшаяся четырьмя отрядами, настигла противника. Король принял на себя командование центром английской армии. Увидев противника, английская конница немедленно бросилась в атаку, однако из-за небольшого болота, располагавшегося перед шотландским построением, она вынуждена была сделать крюк, обойдя болото с западной стороны, и только затем врезалась в позиции правого фланга шотландцев. Епископ Даремский Энтони Бек, командовавший правым флангом англичан, пытался сдержать своих воинов от преждевременного вступления в бой, чтобы дать возможность королю построить войска перед битвой, однако под давлением нетерпеливых и спесивых рыцарей он вынужден был начать атаку. Конница епископа обошла болото с восточной стороны и обрушилась на правое крыло шотландцев.
Воины шилтронов сомкнули ряды. Завязалось кровопролитное сражение. В критический момент шотландская дворянская конница предала Уоллеса и покинула поле боя. Пешие стрелки и копьеносцы остались без прикрытия кавалерии. Шотландские лучники, оставшиеся стоять на месте, были быстро уничтожены, однако воины шилтронов прочно держали оборону. Рыцари, недооценившие оборонительные возможности шотландского боевого порядка, во множестве гибли на шотландских кольях и копьях. Король прибыл на место боя уже тогда, когда конница, понёсшая значительные потери, была уже в полном расстройстве. Однако королю удалось быстро восстановить дисциплину и организовать отступление кавалерии. Вслед за этим он решил использовать тактику, которая была успешно применена англичанами в сражениях с валлийскими копьеносцами.
В бой с шотландцами вступила английская пехота. В завязавшемся сражении шотландцы быстро почувствовали своё преимущество и начали теснить английских пехотинцев. Однако шилтроны имели и несомненный недостаток: заняв статичную оборонительную позицию, они не могли маневрировать на поле боя и были изолированы друг от друга. Подоспевшие на поле боя английские лучники открыли стрельбу по шотландцам. Неспособные укрыться от убийственного града стрел или броситься в атаку, воины шилтронов быстро погибали от английских стрел и болтов. Шотландские ряды быстро смешались. Вскоре шотландцы побежали, и в бой вступила английская конница, которая завершила дело. В сражении погибло множество знатных шотландцев. Выжившие укрылись в ближайшем лесу, где преследование беглецов становилось большой проблемой для победителей. Несмотря на разгром шотландцев, победа досталась англичанам дорогой ценой: на поле боя осталось 3000 английских воинов.

## Последствия
Это одна из первых битв, выигранных лучниками и показавшая возможность противостояния пехоты рыцарской коннице. Она во многом определила изменения военной тактики английских королей и стала предвестником побед в битвах при Креси, Пуатье и Азенкуре.